# Экана (стадион, Лакхнау)
Стадион Экана имени Атала Бихари Ваджпаи, кавалера Бхарат ратна (англ. The Bharat Ratna Shri Atal Bihari Vajpayee Ekana Cricket Stadium) — международный крикетный стадион в Лакхнау. Вмещает 50 000 человек и входит в пятёрку самых крупных стадионов Индии.
В 2018 году стадион был переименован в память о десятом премьер-министра страны Атале Бихари Ваджпаи. Раньше он назывался крикетным стадионом «Экана» (хинди इकाना), как его и по сей день предпочитают называть местные жители.
Стадион имеет самые длинные прямые границы среди всех стадионов Индии. Это домашний стадион сборной штата Уттар-Прадеш, женской команды Уттар-Прадеш и клуба Индийской премьер-лиги «Лакхнау Супер Джаянтс».
В 2019 году сборная Афганистана по крикету играла здесь свои домашние матчи. Ранее, до строительства «Эканы», основным стадионом был Стадион имени К. Д. Сингха Бабу.
На арене запланировано проведение пяти матчей чемпионата мира по крикету 2023 года.

## История
Проект строительства стадиона мирового класса в Лакхнау был сдан в эксплуатацию в 2014 году, а строительство было осуществлено в государственно-частном партнерстве между «Ekana Sportz City» и Управлением развития Лакхнау во время пребывания на посту правительства штата в 2012—2017 годах под руководством Ахилеша Ядава. «Ekana Sportz City» является совместным предприятием «Nagarjuna Construction Company» и «GC Construction & Development Industries Pvt Ltd». В соответствии с соглашением о партнерстве, правительство предоставило «Ekana Sportz City» 71 акр для строительства крикетного стадиона с правом аренды на 35 лет, до 2052 года. Кроме того, правительство также предоставило 66 дополнительных акров земли под проекты недвижимости в аренду сроком на 99 лет. На строительство было потрачено 3,6 миллиарда рупий.
После окончания строительства здесь прошли матчи Дулип Трофи сезона 2017/18. Первый однодневный матч на стадионе между Индией и Новой Зеландией должен был состояться 27 октября 2017 года, но из-за того, что стадион не успели достроить, игру перенесли в Канпур. 6 ноября 2018 года на стадионе состоялся первый международный матч в формате Твенти20 между Индией и Вест-Индией. Таким образом, «Экана» стал 52-м стадионом в Индии, принявшим международный матч по крикету. Международный матч прошёл в Лакхнау спустя 24 года, в последний раз играли Индия и Шри-Ланка в 1994 году. В матче против Вест-Индии Рохит Шарма стал первым игроком в крикет, отличившийся четырьмя сотнями в матчах Твенти20. Индия выиграла тот матч с преимуществом в 71 пробег
В мае 2019 года Совет по крикету Афганистана обратился к Совету по контролю за крикетом Индии с просьбой предоставить стадион для проведения международных матчей. В августе 2019 года этот запрос был удовлетворён.
Здесь прошли все матчи серии «Афганистан — Вест-Индия» в 2019 году. 6 ноября 2019 года на площадке состоялся первый Международный однодневный матч. 27 ноября 2019 года на площадке состоялся первый Тестовый матч.
В мае 2022 года на этом месте должны были пройти все матчи женского Челленджа в формате Твенти20, однако затем игры были перенесены на стадион ассоциации крикета Махараштры в Пуну.
19 августа 2021 года на стадионе была проведена церемония вручения наград правительством штата в честь спортсменов, завоевавших медали на летних Олимпийских играх 2020 года в Токио. Все они получили денежное вознаграждение от правительства штата Уттар-Прадеш. Высшую награду получил Нирадж Чопра, единственный представитель Индии, выигравший золотую медаль (в метании копья).